# Projekt Nimbus
Projekt Nimbus (Hebrew: פרויקט נימבוס) ist ein mehrjähriges, groß angelegtes Cloud-Computing-Projekt der Israelischen Regierung und ihres Militärs. Das Projekt wird vom Finanzministerium geleitet und in Zusammenarbeit mit der Israel National Digital Agency (INCD), dem Israel National Cyber Directorate, dem Verteidigungsministerium und dem IDF durchgeführt.

## Überblick
Das Nimbus-Projekt wurde Anfang 2019 gestartet und soll einen umfassenden Rahmen für die Bereitstellung von Public-Cloud-Diensten für die Regierung bieten. Es soll der Regierung, dem Verteidigungsapparat und anderen eine allumfassende Cloud-Lösung zur Verfügung zu stellen.
Im Rahmen eines $1,2-Milliarden-Vertrags wurden Google (Google Cloud Platform) und Amazon (Amazon Web Services) von Israel beauftragt, einen Cloud-Computing-Service inklusive Künstlicher Intelligenz bereitzustellen.
Projekt Nimbus hat vier geplante Phasen: Die erste ist der Kauf und Aufbau der Cloud-Infrastruktur, die zweite die Ausarbeitung von Regierungsrichtlinien für die Verlagerung des Betriebs in die Cloud, die dritte die Verlagerung des Betriebs in die Cloud und die vierte die Implementierung und Optimierung des Cloud-Betriebs.
Die Bedingungen, die Israel für das Projekt festgelegt hat, verbieten es Amazon und Google vertraglich, ihre Dienste aufgrund von Boykottdruck einzustellen. Ein Google-Sprecher sagte, dass sich alle Google Cloud-Kunden an die Nutzungsbedingungen halten müssen, die es Kunden verbieten, die Dienste zu nutzen, um die gesetzlichen Rechte anderer zu verletzen oder Gewalt auszuüben. Interne Dokumente sowohl von Google als auch von der israelischen Regierung widersprechen aber dieser Behauptung.

## Künstliche Intelligenz und maschinelles Lernen
Im Juli 2022 wurde bekannt, dass Google im Rahmen des Projekts der israelischen Regierung die gesamte Palette der über die Google Cloud Platform verfügbaren Tools für maschinelles Lernen und KI zur Verfügung stellt. Die öffentlich verfügbaren Trainings-Dokumente zeigen gemäß The Intercept, dass die neue Cloud Israel Fähigkeiten zur Gesichtserkennung, zur automatischen Bildkategorisierung und zur Objektverfolgung bietet. Auch Stimmungsanalysen sollen möglich sein, mit welchen der emotionale Inhalt von Bildern, Sprache und Schrift bewertet werden soll. In den Nimbus-Unterlagen wird auf behördenspezifische Schulungen verwiesen, die für Regierungsmitarbeiter über den Online-Lerndienst Coursera verfügbar sind. Das israelische Verteidigungsministerium wird dabei als Beispiel genannt.

## Nutzung durch das Verteidigungsministerium
Laut einem Google-Sprecher gelte der Vertrag für Arbeit im Zusammenhang mit „Finanzen, Gesundheitswesen, Transport und Bildung“ und befasse sich nicht mit hochsensiblen oder geheimen Informationen. Darüber hinaus sei es den Technologieunternehmen vertraglich untersagt, bestimmten Einrichtungen der israelischen Regierung Dienstleistungen zu verweigern.  Im April 2024 machte Time aber bekannt, dass es einen Vertrag zwischen Google und dem Verteidigungsministerium gebe. Dem Dokument zufolge werde das israelische Verteidigungsministerium über eine eigene „Landezone“ in der Google Cloud verfügen – einen sicheren Zugangspunkt zur von Google bereitgestellten Computerinfrastruktur, der es dem Ministerium ermöglichen würde, Daten zu speichern und zu verarbeiten und auf KI-Dienste zuzugreifen.

## Kritik
Um das Jahr 2022 herum wurde der Vertrag sowohl von den Aktionären der Unternehmen als auch von deren Mitarbeitern gerügt und verurteilt, da sie befürchteten, dass das Projekt im Zusammenhang mit der anhaltenden Besatzung und dem israelisch-palästinensischen Konflikt zu Verletzungen der Menschenrechte der Palästinenser führen würde. Insbesondere äußerten sie sich besorgt darüber, wie die Technologie eine weitere Überwachung der Palästinenser und die unrechtmäßige Datenerfassung über sie ermöglichen sowie die Ausweitung der illegalen israelischen Siedlungen auf palästinensischem Land erleichtern werde.
Die jüdische Google-Mitarbeiterin Ariel Koren, die als Marketingmanagerin für Googles Bildungsprodukte arbeitete und eine ausgesprochene Gegnerin des Projekts war, startete im Jahr 2021 zusammen mit dem Google-Ingenieur Gabriel Schubiner eine Petition, welche verlangte, dass Google den Vertrag kündigen solle. Sie wurde daraufhin vor das Ultimatum gestellt, innerhalb von 17 Tagen nach São Paulo zu ziehen oder ihren Job zu verlieren. In einem Brief, in welchem sie aufgrund dieser Zwangsversetzung ihren Kollegen ihren Rücktritt ankündigte, schrieb Koren, dass Google „systematisch palästinensische, jüdische, arabische und muslimische Stimmen zum Schweigen bringt, die über Googles Komplizenschaft bei Verletzungen der palästinensischen Menschenrechte besorgt sind – bis zu dem Punkt, an dem Google formelle Vergeltungsmaßnahmen gegen die Arbeiter ergriffen und ein Klima der Angst geschaffen hat“. Rund 750 Google-Mitarbeitende und über 25.000 weitere Personen unterschrieben eine Petition, die gegen diese Vergeltungsmassnahme protestierte und Google aufforderte, die Versetzung nach Brasilien rückgängig zu machen.
Im Jahr 2022 starteten Jewish Voice for Peace und MPower Change die Kampagne No Tech For Apartheid. Mehr als 200 Google-Mitarbeiter schlossen sich einer Protestgruppe an, die nach dieser Kampagne benannt ist. Sie argumentiert, dass der relative Mangel an Aufsicht für das Projekt bedeutet, dass es wahrscheinlich für gewalttätige Zwecke genutzt wird.
Im März 2024 wurde der Software-Ingenieur Eddie Hatfield entlassen, nachdem er an einer Firmenveranstaltung in Anspielung auf das Projekt Nimbus rief: „Ich weigere mich, Technologien zu entwickeln, die Völkermord ermöglichen“. Im April nahmen Dutzende von Mitarbeitern an Sitzstreiks vor den Google-Hauptquartieren in New York und Sunnyvale teil, um gegen die Lieferung von Cloud-Computing-Software durch Google an die israelische Regierung zu protestieren. Die Mitarbeiter besetzten das Büro des Vorstandsvorsitzenden von Google Cloud, Thomas Kurian. Neun Mitarbeiter wurden wegen Hausfriedensbruchs angeklagt und 28 entlassen. Mit diesen und weiteren Kündigungen wurden insgesamt 50 Mitarbeiter entlassen.
Im Dezember 2024 berichtete die New York Times, dass Führungskräfte bereits vier Monate vor der Unterzeichung des Vertrags besorgt waren, dass „Google Cloud-Dienste für die Erleichterung von Menschenrechtsverletzungen, einschließlich israelischer Aktivitäten im Westjordanland, genutzt oder damit in Verbindung gebracht werden könnten“.